# Bistum Pittsburgh
Das Bistum Pittsburgh (lat.: Dioecesis Pittsburgensis) ist eine in den Vereinigten Staaten gelegene römisch-katholische Diözese mit Sitz in Pittsburgh, Pennsylvania.

## Geschichte

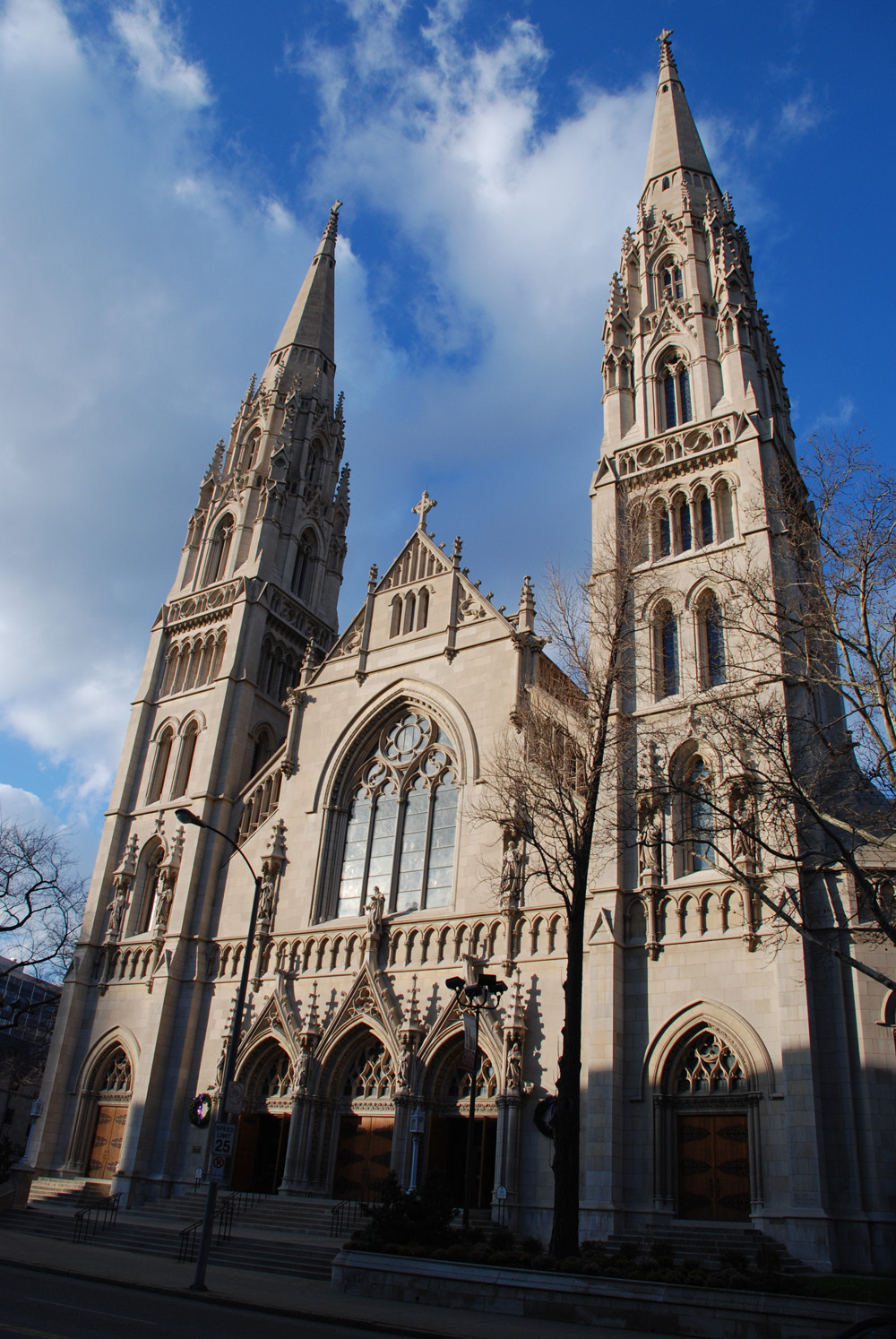
St. Paul’s Cathedral in Pittsburgh

Das Bistum wurde am 11. August 1843 durch Papst Gregor XVI. aus Gebietsabtretungen des Bistums Philadelphia errichtet.
Am 29. Juli 1853 gab das Bistum Teile seines Territoriums zur Gründung des Bistums Erie ab. Eine weitere Gebietsabtretung erfolgte am 11. Januar 1876 zur Gründung des Bistums Allegheny. Das Bistum Allegheny wurde am 1. Juli 1889 wieder aufgelöst und das Territorium wurde dem Bistum Pittsburgh angegliedert. Am 30. Mai 1901 gab das Bistum Pittsburgh die Gebiete Bedford County, Blair County, Cambria County, Huntingdon County und Somerset County zur Gründung des Bistums Altoona ab. Eine weitere Gebietsabtretung erfolgte am 10. März 1951 zur Gründung des Bistums Greensburg.
Im Sommer 2018 wurde Altbischof Donald Wuerl wegen seines Umgangs mit sexuellem Missbrauch im Bistum Pittsburgh vor dem zuständigen Geschworenengericht kritisiert. Am 16. August 2018 nahm das Erzbistum Washington die Website Wuerl Report, die es zur Inschutznahme Wuerls gegen Vorwürfe bezüglich der Missbrauchsfälle in Pennsylvania eingerichtet hatte, nach öffentlicher Kritik vom Netz.
Das Bistum ist dem Erzbistum Philadelphia als Suffraganbistum unterstellt.

## Territorium
Das Bistum umfasst die im Bundesstaat Pennsylvania gelegenen Gebiete Allegheny County, Beaver County, Butler County, Greene County, Lawrence County und Washington County.

## Bischöfe von Pittsburgh
- Michael O’Connor SJ, 1843–1853, dann Bischof von Erie
- Michael Domenec CM, 1860–1876, dann Bischof von Allegheny
- John Tuigg, 1876–1889
- Richard Phelan, 1889–1904
- John Francis Regis Canevin, 1904–1921
- Hugh Charles Boyle, 1921–1950
- John Francis Dearden, 1950–1958, dann Erzbischof von Detroit
- John Joseph Wright, 1959–1969, dann Präfekt der Kongregation für den Klerus
- Vincent Martin Leonard, 1969–1983
- Anthony Joseph Bevilacqua, 1983–1987, dann Erzbischof von Philadelphia
- Donald Wuerl, 1988–2006, dann Erzbischof von Washington
- David Zubik, 2007–2025
- Mark Eckman, seit 2025